# Суровичево (дем)
 Тази статия е за административната единица.  За града, който е неин център, вижте Суровичево.  
Суровичево (на гръцки: Δήμος Αμυνταίου, Димос Аминдеу) е дем в Република Гърция, част от област Западна Македония. Центърът му е едноименният град Суровичево (Аминдео). Демът обхваща селата в най-северната част на котловината Саръгьол около Петърското езеро (Лимни Петрон) и района на запад от Островското езеро (Вегоритида).

## Селища
Дем Суровичево е създаден на 1 януари 2011 година след обединение на шест стари административни единици – демите Суровичево, Айтос и Чалджиево и общините Мокрени, Лехово и Невеска.

### Демова единица Айтос
Според преброяването от 2001 година дем Айтос (Δήμος Αετού) с център Айтос (Аетос) има 3727 жители и в него влизат следните демови секции и населени места:
- Демова секция Айтос

- село Айтос (Αετός, Аетос)

- Демова секция Горицко

- село Горицко (Αγραπιδιές, Аграпидиес)

- Демова секция Долно Неволяни

- село Долно Неволяни (Βαλτόνερα, Валтонера)

- Демова секция Зелениче

- село Зелениче (Σκλήθρο, Склитро)

- Демова секция Любетино

- село Любетино (Πεδινό, Педино)
- село Прекопана (Περικοπή, Перикопи)

- Демова секция Рудник

- село Рудник (Ανάργυροι, Анаргири)

- Демова секция Свети Тодор

- село Свети Тодор (Черкезкьой, Λιμνοχώρι, Лимнохори)

- Демова секция Сребрено

- село Сребрено (Сребрени, Ασπρόγεια, Аспрогия)

На територията на демовата единица е и изоставеното Ново село (Άνω и Κάτω Νέα Κόμη, Ано и Като Неа Коми).

### Демова единица Лехово
Според преброяването от 2001 година община Лехово (Κοινότητα Λεχόβου) има 1227 жители и в нея влиза само едно селище – село Лехово (Λέχοβο).
На територията на демова единица Лехово е и землището на заличеното в 1980 година село Врабчин (Χειμαδιό, Химадио).

### Демова единица Мокрени
Според преброяването от 2001 година община Мокрени (Κοινότητα Βαρικού) има 698 жители и в нея влиза само едно селище – село Мокрени (Βαρικό, Варико).

### Демова единица Невеска
Според преброяването от 2001 година община Невеска (Κοινότητα Νυμφαίου) има 413 жители и в нея влиза само едно селище – село Невеска (Νυμφαίο, Нимфео).

### Демова единица Суровичево
Според преброяването от 2001 година дем Суровичево има 8378 жители и в него влизат следните демови секции и населени места:
- Демова секция Суровичево

- град Суровичево (Αμύνταιο, Аминдео)
- село Аналипси (на гръцки Ανάληψη)
- село Сотир (Σωτήρας, Сотирас)

- Демова секция Горничево

- село Горничево (Κέλλη, Кели)

- Демова секция Горно Върбени

- село Горно Върбени (Екши Су, Долно Върбени, Ξινό Νερό, Ксино Неро)

- Демова секция Гулинци

- село Гулинци (Ροδώνας, Родонас)

- Демова секция Петърско

- село Петърско (Πέτρες, Петрес)

- Демова секция Пътеле

- село Пътеле (Άγιος Παντελεήμονας, Агиос Пантелеймонас)

- Демова секция Спанци

- село Спанци (Φανός, Фанос)

- Демова секция Церово

- село Церово (Κλειδί, Клиди)

### Демова единица Чалджиево
До 20-те години на XX век селата в дема са населенени изключително с турско население, което след Лозанския договор се изселва в Турция, а на негово място идват бежанци от Турция, предимно понтийски гърци. Според преброяването от 2001 година дем Чалджиево (Δήμος Φιλώτα) с център Чалджиево (Филотас) има 4532 жители и в него влизат следните демови секции и населени места:
- Демова секция Чалджиево

- село Чалджиево (Чалджилар, на гръцки Φιλώτας, Филотас)

- Демова секция Елевиш

- село Елевиш (Λακκιά/Λεβαία, Лакия/Левеа)

- Демова секция Коларица

- село Коларица (Μανιάκι, Маняки)

- Демова секция Кьосилер

- село Кьоселер (Αντίγονος, Антигонос)

- Демова секция Муралар

- село Муралар (Πελαργός, Пеларгос)

- Демова секция Нов град

- село Нов град (Βέγορα, Вегора)

- Демова секция Уклемеш

- село Уклемеш (Φαράγγι, Фаранги)